# Svatý Florián

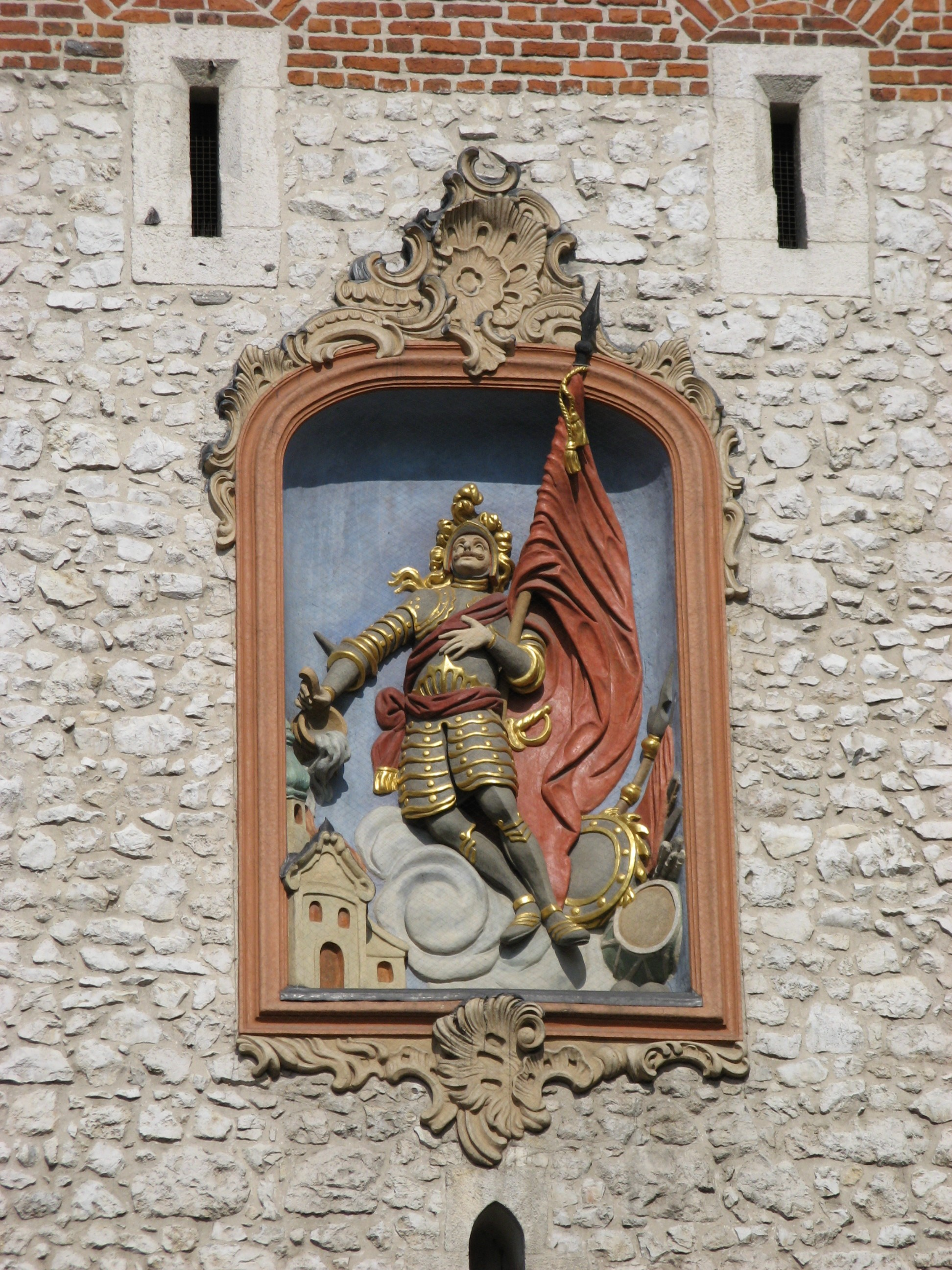
Floriánská brána v Krakově

Svatý Florián z Lorchu (Florian von Lorch) (250, Zeiselmauer-Wolfpassing – 4. květen 304, Lorch) je katolický světec a mučedník. První rakouský mučedník a světec.

## Život
Za vlády císaře Diokleciána byl jednou z obětí jeho zásahů prostřednictvím čtyř protikřesťanských ediktů z let 303 a 304. Dnešní území Rakouska do té doby patřilo římské provincii Noricum a císař Dioklecián tuto provincii připojil k Panonii. V okolí dnešního Lince, v městě Lauriacum (neboli Lorch) u soutoku Enže s Dunajem, dal jeho místodržitel Aquilinus pozavírat a usmrtit mnoho zdejších křesťanů. Když se to Florian dozvěděl, spěchal křesťanům na pomoc. Nebyl však dostatečně opatrný a po několika dnech byl zatčen a pod neustálým týráním měl zapřít Krista. Protože se nechtěl za žádnou cenu víry zříci a soud nevzal ohledy na jeho zásluhy v armádě a jeho bezúhonný život, vydal ho do rukou katů. Ti mu dne 4. května roku 304 přivázali na krk mlýnský kámen a hodili ho do řeky Enže poblíž římské osady Lauriacum (dnes Lorch, část obce Enns v Rakousku). Pohřeb byl nedaleko Lince, v místech, kde dnes leží městys Sankt Florian, a nad jeho hrobem byl v 11. století založen augustiniánský klášter.
Floriánovo tělo nalezla vdova Valérie. Nad jeho hrobem byl časem vystavěn kostel a benediktinský klášter, později klášter lateránských kanovníků podle řádu sv. Augustina, který nese název tohoto mučedníka St. Florian.

## Florián jako kult

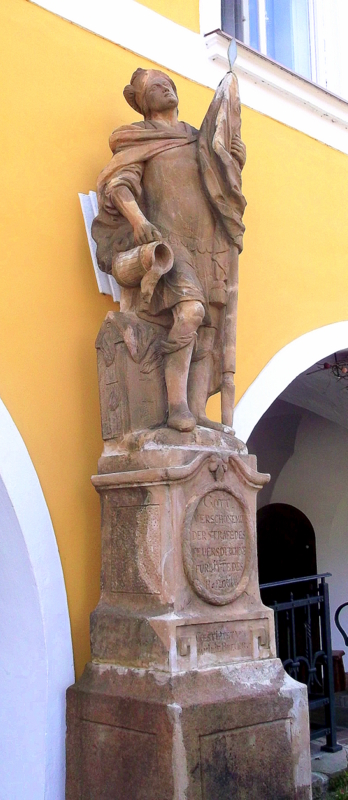
Žacléř, socha svatého Floriána

V samotné církvi nebyl nikdy předmětem rozsáhlého kultu, jeho uctívání mělo spíš profánní charakter a bylo rozšířeno zejména mezi venkovským lidem. Stal se typickou postavou štítových výklenků vesnických chalup, lidových maleb na skle, svatých obrázků a rustikálních, hlavně pozdně barokních plastik, jako jsou např. světcovy sochy v Lipnici nad Sázavou či ve Slavonicích. Často se objevoval i na morových sloupech ve společnosti morových patronů, jak je tomu třeba v Poličce, Hostivicích nebo Velvarech. Jeho obraz najdeme ve velehradské bazilice, jeho socha zdobí hlavní oltář kostela v Borovanech.

## Floriánovy ostatky a relikvie

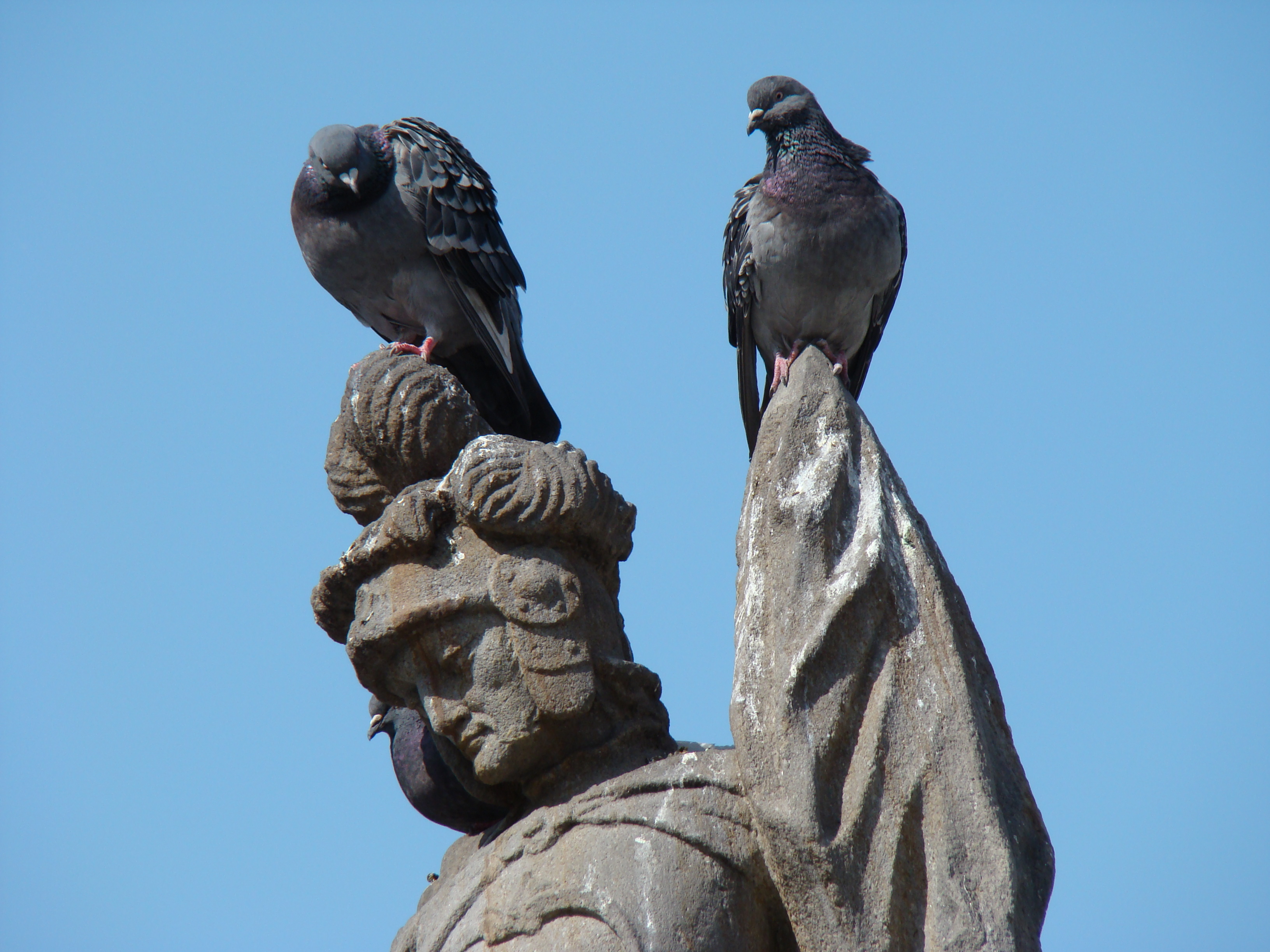
Socha sv. Floriana na těšínském náměstí

Ostatky sv. Floriána byly v 11. století rozděleny, část z nich byla převezena do Říma, část do Krakova (stal se jedním z polských patronů) a z Polska byla za Karla IV. malá část jeho relikvií převezena do chrámu sv. Víta v Praze. Další část relikvií je umístěna v katedrále sv. Václava v Olomouci, a v kostelích na Kladně, v Jaroměři, v Havlíčkově Brodě, v Horní Rovni a jinde. Tyto maličké kousky Floriánových ostatků měly ve středověku chránit města před požáry, poněvadž Florián, umučený ve vodě, se stal patronem hasičů.
Obraz sv. Floriána se objevoval na obecních pečetidlech, městských branách, kostelních věžích, na zvoničkách a jeho sochy se stavěly na návsích a náměstích. K zajímavostem patří i jeden z bočních oltářů ve staroměstském kostele sv. Jakuba. Jako jeden z mála v Praze je zasvěcen sv. Floriánovi.

## Patron
Svatý Florián je považován za patrona profesí, které souvisejí s ohněm – hasičů, hutníků, kominíků, hrnčířů, kamnářů či pekařů. Je také vzýván jako ochránce proti suchu, ohni, povodním, válce a neúrodě. V ikonografii je obvykle znázorňován v oblečení římského důstojníka s nádobou na hašení, případně přímo hasící požár. Jeho kult byl značně rozšířen i v českých zemích a jeho sochy se budovaly na ochranu proti požáru.
Katolická církev si jeho památku připomíná 4. května.
O jedné z posledních tradic je zmínka z Hané, kde ještě na začátku první poloviny století hlásil ponocný:
Chval dobrý duch Hospodina i Ježíše, jeho Syna. Odbila desátá hodina, milý svatý Floriáne, tohoto městečka patrone, chraň nás od ohně…

## Odkazy

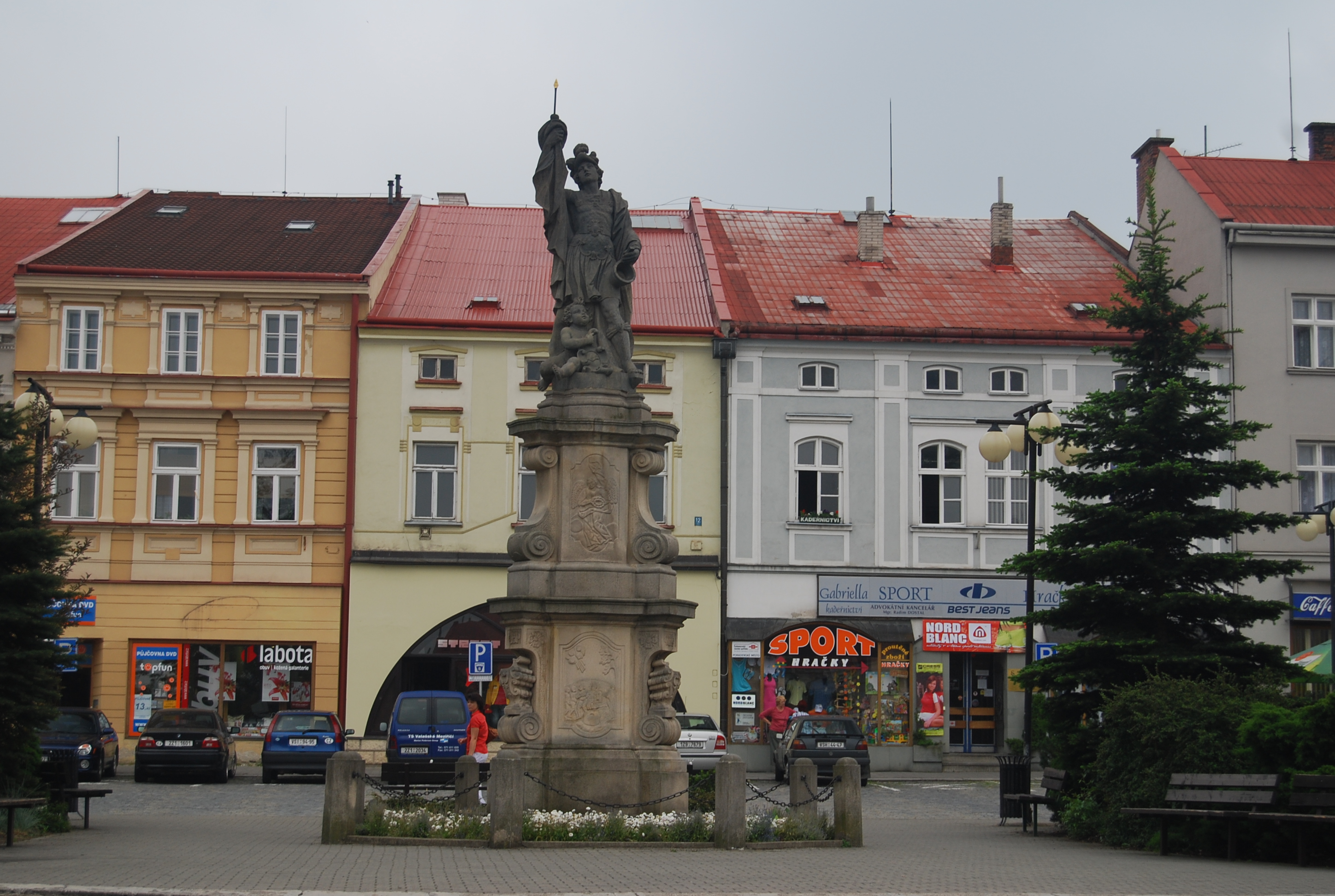
Socha svatého Floriana ve Valašském Meziříčí

### Reference

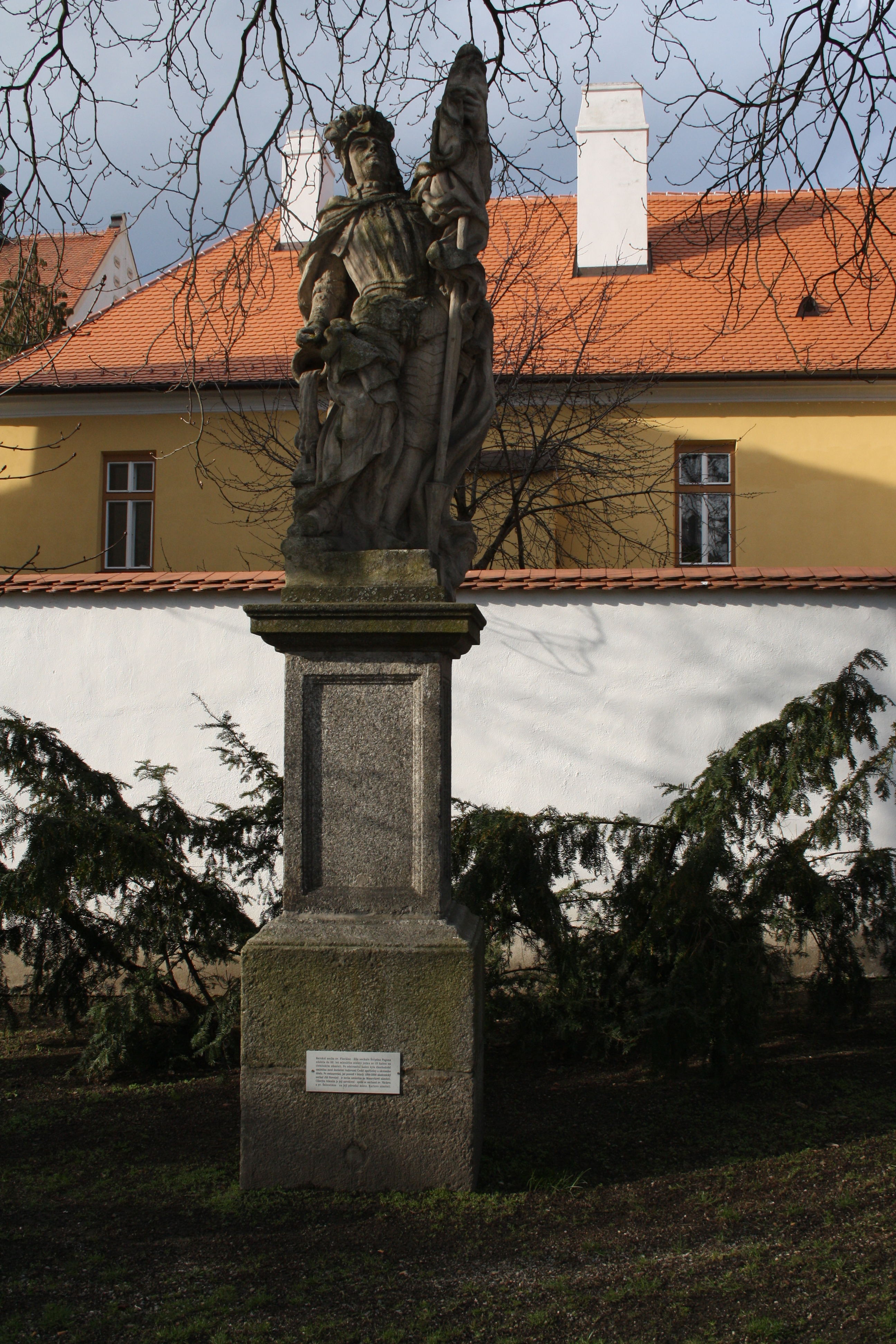
Socha svatého Floriána v Třebíči

## Frazeologie
V němčině existuje tzv. Princip svatého Floriána (Sankt-Florian-Prinzip), který vyjadřuje úsloví : „O heiliger St. Florian, verschon mein Haus, zünd andre an.“ (Ó svatý Floriáne, ušetři můj dům, zapal jiný.). Pro podobný koncept viz NIMBY (Not in my backyard).